# Алиса иза огледала
„Алиса иза огледала“ (енгл. Alice Through the Looking Glass) је амерички играни филм из 2016. године, који је режирао Џејмс Бобин. Наставак је филма Алиса у земљи чуда из 2010. године. У главним улогама се појављују Миа Вашиковска, Џони Деп, Ен Хатавеј, Мет Лукас, Саша Барон Коен, Хелена Бонам Картер и Рис Иванс.
Филм је инспирисан књигама Луиса Керола „Алиса у земљи чуда“ из 1865. године и њеним наставком „Алиса с оне стране огледала“ из 1871. године.

## Кратак садржај
Алиса је провела неколико година следећи свој животни пут и пут свог покојног оца, пловећи по морима и океанима. Након њеног повратка у Лондон она пролази кроз чаробно огледало и преко њега се враћа у Земљу чуда. Циљ њеног повратка је да нађе породицу шешерџије (Џони Деп), који је у међувремену изгубио памет због туге за својом породицом. Алиса има задатак да нађе кроносферу, метални глобус који се налази унутар великог сата, а време (Саша Барон Коен) је све време прогони. Враћајући се у прошлост, Алиса среће пријатеље и непријатеље у различитим тренуцима њихових живота и упушта се у опасност, све у циљу да спаси шешерџију и његову породицу и покуша да заустави злу краљицу, због које су становници Земље чуда много пропатили.

## Улоге
| Глумац              | Улога          |
| ------------------- | -------------- |
| Миа Вашиковска      | Алиса Кингсли  |
| Џони Деп            | луди шеширџија |
| Хелена Бонам Картер | црвена краљица |
| Саша Барон Коен     | време          |
| Ен Хатавеј          | бела краљица   |
| Мајкл Шин           | бели зец       |
| Стивен Фрај         | мачак          |
| Алан Рикман         | гусеница       |
| Рис Иванс           | Заник Хајтоп   |
| Ричард Армитиџ      | краљ Олерон    |